# Loki (cohete)
Loki fue la denominación de un modelo de cohetes sonda estadounidenses de combustible sólido desarrollados a finales de los años 1940.
Fue inicialmente creado como versión del cohete antiaéreo Taifun alemán, de combustible líquido, pero que acabó utilizando propelente sólido debido a los problemas encontrados en su desarrollo, contratado a la compañía Bendix en 1948. Hasta 1956 el JPL disparó 3.544 cohetes Loki desde White Sands en pruebas destinadas a comprobar su precisión como arma, teniendo en cuenta que el cohete no tenía sistema de guiado. En ese año el ejército descartó al Loki como arma a favor de cohetes más avanzados y guiados, y dio por finalizada su producción. El resultado fueron miles de cohetes Loki sobrantes del programa de armas y que fueron reutilizados como cohetes sonda meteorológicos. La producción de cohetes Loki fue reanudada más tarde, utilizándose hasta mediados de los años 1980.
En 1957 el motor original del Loki fue mejorado, con un 50% más de propelente y un mayor diámetro, dando lugar al que sería llamado Loki II.
Los cohetes Loki se usaron también en el programa Rockoon de cohetes elevados mediante globos para ser disparados a gran altitud. También se creó una versión por la Universidad de Maryland, denominada Oriole, con una carga útil diseñada para medir los rayos cósmicos y la radiación solar. La Universidad de Iowa también creó una versión destinada a medir rayos cósmicos y que dio en llamarse Loki-Dart.
En 1970 se diseñó una nueva versión, el Super Loki-Dart, con un motor de mayor diámetro.
En total se lanzaron 230 cohetes Loki con misiones de sondeo, el primero el 7 de febrero de 1956 y el último el 30 de diciembre de 1985.

## Especificaciones
- Carga útil: 3 kg
- Apogeo: 30 km
- Empuje en despegue: 9,03 kN
- Masa total: 13 kg
- Diámetro: 0,076 m
- Longitud total: 2,63 m
- Envergadura: 0,33 m